# Giuseppe Galbai
Giuseppe Galbai (Tradate, 18 aprile 1887 – 1973) è stato un ciclista su strada, pilota motociclistico e imprenditore italiano.
Corridore professionista dal 1909 al 1911, partecipò alle prime tre edizioni del Giro d'Italia, classificandosi al decimo posto nel 1910. Partecipò al Giro di Lombardia nel 1909, classificandosi 71º su 355 partenti.
Nel 1911 iniziò a correre in moto, partecipando alla prima edizione del Campionato Motociclistico Italiano su strada che fu disputato nell'unica gara "Milano-Aprica-Milano", sul tracciato Sesto San Giovanni, Lecco, Colico, Sondrio, Passo dell'Aprica, Edolo, Lovere, Bergamo, Crescenzago, di oltre 300 km, nella quale si classificò secondo in sella ad una NSU 500.
Al termine di una breve carriera sportiva aprì a Tradate un'attività di commercio e riparazione di biciclette.  Nel primo dopoguerra la piccola azienda ebbe una forte espansione e venne fondata la Officine Meccaniche Galbai, che produsse biciclette e, dal 1920, anche motociclette con il marchio Galbaj, delle quali divenne pilota egli stesso. In questa veste partecipò a numerose gare in circuiti del Nord-Italia.
Nel 1925 l'attività produttiva cessa e Giuseppe Galbai continua a dedicarsi al commercio e alla riparazione di bici e moto. Nel secondo dopoguerra la famiglia e l'azienda si trasferirono a Milano, in Corso Garibaldi 95, per giungere alla definitiva chiusura verso la metà degli anni sessanta, quando l'ormai ottuagenario Galbai, divenuto quasi cieco, fu costretto a cedere l'officina.

## Piazzamenti nel ciclismo
- Giro d'Italia

1909: 44º
1910: 10º
1911: ritirato
- Giro di Lombardia

1909: 71º

## Piazzamenti nel motociclismo
- Campionato Motociclistico Italiano

1911: 2º